# Плотность популяции
Плотность популяции — число особей (животных, растений, микроорганизмов) в расчете на единицу объёма (воды, воздуха или почвы) или площади поверхности (почвы или дна водоема). Плотность популяции — важный экологический показатель пространственного размещения членов популяции, а также  динамики численности животных, условий изменчивости и проявления естественного отбора. Плотность популяции определяется преимущественно степенью благоприятности условий существования вида в данном биотопе и либо важными  экологическими факторами окружающей среды, особенно находящимися в минимуме и называется лимитирующими. Поэтому по средней плотности популяции можно судить о благоприятности местонахождение для данного вида. За постоянством проживания в биотопе данного вида и пределов колебания его численности в разные сезоны и годы можно выделить места временного и постоянного проживания (стация переживания, или резервации, в которых находятся остатки популяции в особенно неблагоприятные годы). Стации переживания, например у массовых видов грызунов, обычно занимают не более 3-10 % заселенной ими территории. Зная стации переживания вредителей сельского и лесного хозяйства, хранителей и переносчиков болезней человека и полезных животных (в том числе домашних), можно экономно и эффективно бороться с вредными животными в резервациях, избегая таким образом загрязнения и отравления больших участков.
Плотность популяции и характер пространственного распределения животных закономерно меняются при циклических колебаниях численности, регулируемых соответствующими популяционными механизмами. Рост плотности популяции у большинства видов сопровождается выделением её сочленами и накоплением во внешней среде продуктов обмена, в том числе особых сигнальных веществ, которые тормозят или ускоряют рост и развитие, ограничивают или даже прекращают размножение, могут увеличивать подвижность животных и менять их поведение. В результате при высокой плотности популяции усиливается расселение и может начаться массовая эмиграция. При уменьшении плотности популяции эмиграция прекращается, а подвижность несколько падает, снова увеличиваясь при чрезмерном разрежении популяции, что чревато разрушением внутрипопуляционных группировок (семьи, стаи, стада, колонии и т. д.). Одновременно возрастает интенсивность размножения.
У каждого вида в зависимости от его образа жизни и подвижности (сидячие, оседлые или кочевые, мигрирующие на большие расстояния) существуют оптимальная плотность популяции и допустимые пределы её колебаний, неодинаковые в разных биотопах (максимальная и минимальная плотность популяции). У неподвижных организмов (растения, микроорганизмы, сидячие животные), получающих пищу и кислород из окружающей среды с потоками воды, воздуха, почвенными растворами, возможно, а во многих случаях и выгодно примыкание организмов друг к другу. Такое же значение колоний или семей у общественных насекомых — пчел, муравьёв, термитов. Колониальные гнездовья птиц (особенно птичьи базары) и колонии млекопитающих (сусликов, сурков,  пищух и др.). также характеризуются очень высокой плотностью популяции.
Животные большинства видов держатся поодиночке или небольшими группами (семьями), занимая определенные участки (индивидуальные или семейные), которые, как правило, примыкают друг к другу, иногда частично сочетаясь или перекрываясь.
Плотность популяции, соответствующая образу жизни вида и условий его существования, поддерживается и регулируется многими механизмами, эволюционно сложились. Главное значение имеет территориальность, то есть способность осваивать и охранять от вторжения занятую территорию с помощью активных действий и предупредительных сигналов (химических, визуальных, акустических и др.). Для поддержания групп есть сигналы противоположного значения (привлекающие особей одной семьи или стада).